# Centre-ville de Vienne
 (janvier 2014).
Si vous disposez d'ouvrages ou d'articles de référence ou si vous connaissez des sites web de qualité traitant du thème abordé ici, merci de compléter l'article en donnant les références utiles à sa vérifiabilité et en les liant à la section « Notes et références ».
Le centre-ville de Vienne est l'un des quartiers les plus anciens de Vienne (Isère). Il est divisé en trois quartiers : le centre ancien, la Pyramide et Saint-Martin. Il compte  3 663 habitants.

## Géographie
Le centre-ville est entouré des quartiers Pipet et vallée de la Gère à l'est, Estressin et Mont Salomon au nord et L'Isle et Coupe-Jarret au sud.

### Centre-ville, trois quartiers

#### Le centre ancien
Le centre ancien est le quartier central du centre-ville et de Vienne. Le centre ancien est le quartier le plus grand et le plus peuplé du centre-ville. Comme son nom l'indique, il est le plus ancien quartier du centre-ville. Les premiers à s'installer sont des Grecs venu de Viánnos.

#### La Pyramide
Ce quartier est situé au sud du centre ancien et entre le Champ de Mars et la Pyramide. À l'époque romaine ce quartier servait d'entrepôts pour la ville.

#### Cuvière
Cuvière est un quartier situé au nord du centre-ville. Il est centré sur le parking du Centre ancien et sur le pont Saint-Martin.

## Transports
Le quartier est desservi par le réseau de bus L'va dont le point central est situé à la gare de Vienne et dont la plupart des lignes y transitent sauf les lignes 5 et 134.

## Édifices publics
- L'Hôtel de ville de Vienne
- L'Hôtel de police de Vienne
- La cité judiciaire de Vienne
- La gare de Vienne
- La poste centrale de Vienne

## Complexes sportifs
- Gymnase Vaganay
- Complexe sportif Georges Brun
- Skatepark de Vienne

## Enseignement

### Enseignement maternel et primaire

#### Écoles maternelles

##### Écoles maternelles publiques
- École Les Célestes
- École Michel-Servet
- École République
- École Jean-Marcel

##### Écoles maternelles privées
- École Saint-Louis
- Institution Saint-Charles

#### Écoles primaires

##### Écoles primaires publiques
- École République
- École Nicolas-Chorier
- École Table-Ronde
- École Michel-Servet

##### Écoles primaires privées
- École Saint-Louis
- Institution Saint-Charles
- Institution Robin

### Enseignement secondaire
- Collège Ponsard
- Institution Saint-Charles
- Lycée professionnel Robin Saint-Vincent-de-Paul

## Culture et patrimoine

### Musées
- Musée des beaux-arts et d'archéologie
- musée archéologique Saint-Pierre
- Musée du cloître de Saint-André-le-Bas

### Urbanisme
Le centre-ville s'organise autour de plusieurs places : La place de Miremont est au centre du centre-ville non loin de la place François-Mitterrand de la place Charles-de-Gaulle et de la place Saint-Maurice. Le quai Jean-Jaurès est l'axe principal, il traverse du nord au sud.

### Monuments et lieux touristiques

#### Antiquité
- Le temple d'Auguste et de Livie, classé Monument Historique en 1840.
- Le Jardin de Cybèle est un jardin archéologique comprenant arcades du forum, salle d'assemblée municipale, des maisons et terrasses aménagées
- Le théâtre antique de Vienne, datant du début de notre ère, il est aujourd'hui largement ouvert sur la ville, ses gradins pouvaient accueillir jusqu'à 13 000 personnes. Tous les étés, il est le site du célèbre festival Jazz à Vienne
- L'Odéon antique
- La Pyramide (obélisque monumental du cirque romain)

#### Moyen Âge

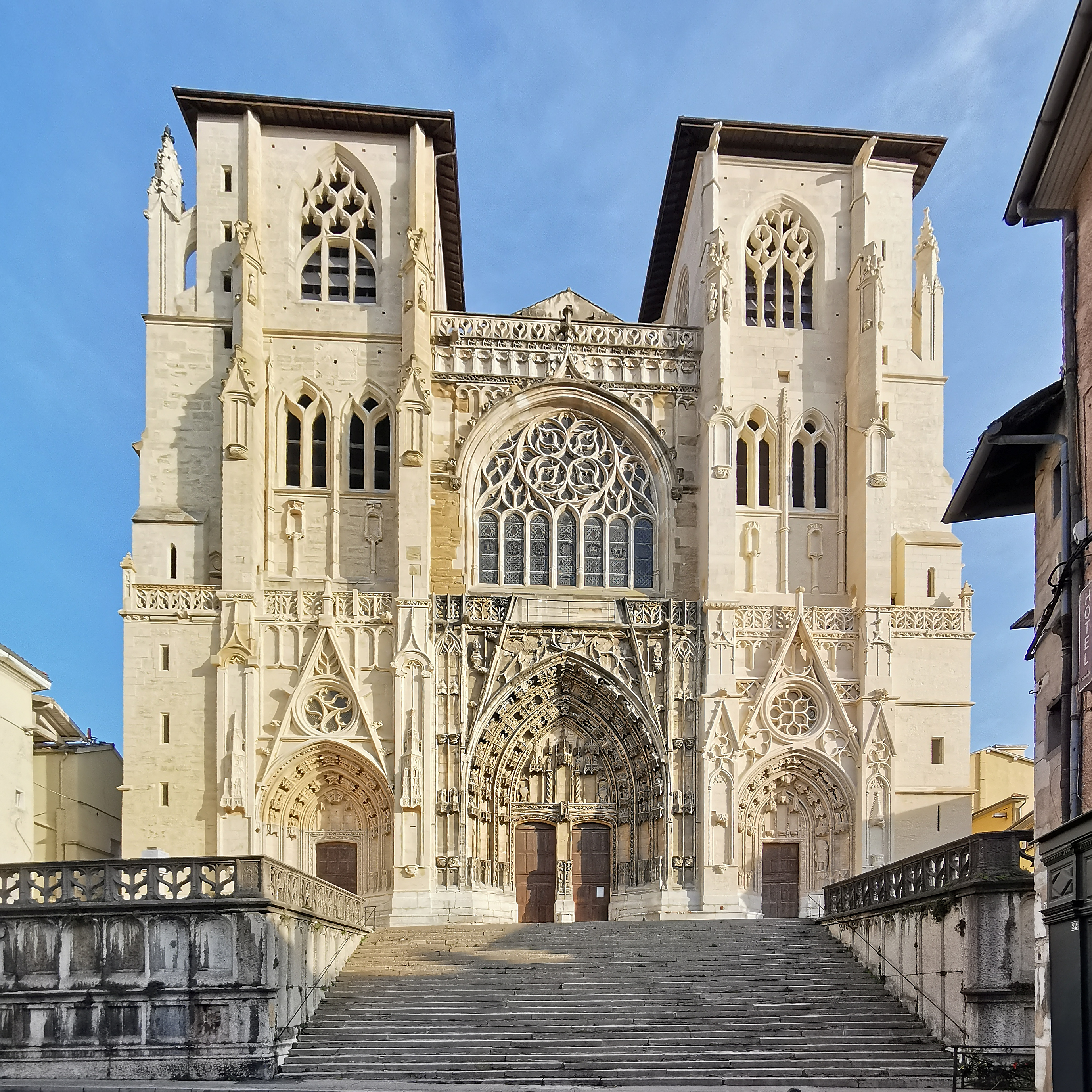
Cathédrale Saint-Maurice.

- La cathédrale Saint-Maurice est une primatiale dont la construction a commencé au début du XIIe siècle et s'est achevée au début du XVIe siècle. Classée monument historique en 1840[2].
- L'Abbaye Saint-Pierre de Vienne[3] Ve – VIe siècle, actuel musée archéologique Saint-Pierre, fondée au VIe siècle par Léonien d'Autun et le duc Ansemond.
- L'Abbaye de Saint-André-le-Bas de Vienne, l'église et le cloître de Saint-André-le-Bas, ils faisaient partie de cette ancienne abbaye fondée au VIe siècle ; L'église a été classée monument historique en 1840 et le cloître en 1954[4].
- L'Abbaye de Saint-André-le-Haut de Vienne, monastère intra-muros de moniales, fondé au VIe siècle par Léonien d'Autun et le duc Ansemond.
- La vieille ville avec ses maisons bourgeoises, sa maison romane, ses façades médiévales, de nombreuses portes anciennes et plusieurs cours à galerie du XVIe siècle.
- Le Pont Saint-Martin[5].

#### XVIe–XIXesiècles
- L'église de Saint-André-le-Haut, ancienne chapelle Saint-Louis du collège jésuite (aujourd'hui le collège Ponsard) - à noter que cette église ne prend la dénomination "Saint-André-le-Haut" qu'au XIXe siècle après la disparition du monastère éponyme.
- L'abbaye féminine et l'ancienne église Saint-André-le-Haut (VIe – XVIIIe siècle).
- Le Théâtre municipal avec sa salle du XVIIIe siècle

## Commerces
Les principales rues commerçantes de Vienne :
- Rue Marchande
- Rue Boson
- Cours Romestang
- Cours Briller
- Place François Mitterrand

## Espaces verts
- Jardin du 8 mai 1945
- Jardin archéologique de Cybèle
- Square Saint-Martin
- Square Yassy
- Square de la République
- Square de la Résistance
- Square Ninon-Vallin